# ズートピアシリーズの登場人物一覧
ズートピアシリーズの登場人物一覧（ズートピアシリーズのとうじょうじんぶついちらん）では、ディズニーメディアフランチャイズ『ズートピア』に登場するキャラクターを列挙する。
このフランチャイズは、アニメーション映画『ズートピア』（2016年）、その続編『ズートピア2』（2025年公開予定）、ストリーミングテレビシリーズ『ズートピア+』（2022年配信）、およびその他のメディア出演作品で構成されている。このフランチャイズのすべてのキャラクターは擬人化された動物であり、最初の映画およびほとんどのメディアでは哺乳類が中心だが、『ズートピア2』では爬虫類も登場する。

## 『ズートピア』で登場したキャラクター

### ボゴ署長
ボゴ署長（英: Chief Bogo）はアフリカスイギュウで、『ズートピア』警察署第1分署の署長を務めている。彼の名前はスワヒリ語でアフリカスイギュウを意味する「mbogo」に由来している。

#### 『ズートピア』での登場
ボゴはジュディに対して非常に厳格な態度で接し、彼女が警察に加わることを真剣に受け止めていない。そのため、彼女の初日の任務として駐車メーターの監視を割り当てる。ジュディがリトル・ローデンシアで騒動を引き起こした後、彼女がミスター・オッタートン失踪事件の捜査を申し出た際には、2日以内に事件を解決しなければ解雇すると通告する。しかし、ジュディが約束を果たした後、彼女を一人前の警官として認めるようになる。また、密かにガゼルのファンであることが示されている。
映画の最後では、ニックが警察に加入した後、ジュディとニックに初めてのパートナー任務を割り当てる。
エンドクレジットでは、ガゼルのコンサートで踊っている姿が描かれている。

#### その他のメディアでの登場
『ズートピア+』では、「So You Think You Can Prance」というエピソードで重要な役割を果たす。このエピソードでは、クローハウザーに説得されてタレントショーに参加し、2人で一緒に踊ることになるが、最終的にはクローハウザーの夢だったという展開になる。
ボゴ署長は、ゲーム『ズートピア事件簿：紛失ファイル』においてサポートキャラクターとして登場し、『ディズニー マジックキングダムズ』と『ディズニーヒーローズ：バトルモード』ではプレイヤーキャラクターとして登場する。
上海ディズニーランドのアトラクション『ズートピア:ホット・パースート』では、緊急ブリーフィングを主催し、ガゼルが誘拐されたことを発表する。
2023年の短編映画『ワンス・アポン・ア・スタジオ -100年の思い出-』では、ウォルト・ディズニー・アニメーション・スタジオの他のキャラクターたちとともに集合写真に登場するカメオ出演を果たしている。

### クロウハウザー
ベンジャミン・クローハウザー（英: Benjamin Clawhauser）は、ズートピア警察署第1分署で働く肥満体型のチーターで、通信係および受付係を務めている。ガゼルの大ファンであり、勤務中にドーナツを食べることが大好き。

#### 『ズートピア』での登場
ジュディが警察署に到着した際、すぐに彼女と友達になる。ジュディが野生化した捕食動物の失踪事件を解決した後、クローハウザーは捕食動物であるという理由で危険視され、職を解かれる。しかし最終的に、ジュディとニックがその野生化の原因を解明した後、クローハウザーは喜んで元の職務に復帰し、同僚たちからドーナツの箱で歓迎される。
エンドクレジットでは、ガゼルのコンサートで踊っている姿が描かれている。

#### その他のメディアでの登場
『ズートピア+』では、「So You Think You Can Prance」というエピソードで重要な役割を果たす。このエピソードでは、ガゼルを喜ばせるためにタレントショーへの参加をボゴ署長に説得し、2人で踊ることになるが、最終的にはクローハウザーの夢だったという展開になる。
クローハウザーは、レーシングゲーム『ズートピア：レーシングカーニバル』およびモバイルゲーム『ディズニーヒーローズ：バトルモード』にもプレイヤーキャラクターとして登場する。
上海ディズニーランドのアトラクション『ズートピア:ホット・パースート』では、受付デスクの後ろでゲストを迎える姿が描かれている。
2023年の短編映画『ワンス・アポン・ア・スタジオ -100年の思い出-』では、ウォルト・ディズニー・アニメーション・スタジオの他のキャラクターたちとともに集合写真に登場するカメオ出演を果たしている。

### ベルウェザー
ドーン・ベルウェザー（英: Dawn Bellwether）は小柄な雌ヒツジで、フランチャイズにおける主要な悪役である。初登場となるオリジナル映画では主要な敵役を務める。

#### 『ズートピア』での登場
ベルウェザーはズートピアの副市長として紹介される。小動物が受けがちな差別を経験しており（特にライオンハート市長から軽視されている）、ジュディのズートピア警察署への配属を支援する。彼女はミスター・オッタートンの失踪事件を解決するジュディの申し出を喜んで発表し、市内交通の監視カメラ映像を見せることで協力する。
ライオンハート市長がミスター・オッタートンや他の失踪した捕食動物を誘拐したとして逮捕された後、ベルウェザーは市長の座を引き継ぐ。しかし、ジュディはベルウェザーが捕食動物を野生化させた陰謀の黒幕であることを突き止める。彼女は、小動物が捕食動物から受ける軽蔑に対する怒りを爆発させていた。ジュディとニックの協力で、ベルウェザーの陰謀は暴かれ、彼女とその共犯者たちは法の裁きを受ける。
エンドクレジットでは、他の囚人たちと一緒に刑務所でガゼルのコンサートを冷ややかに見ている姿が描かれている。

#### その他のメディアでの登場
2023年の短編映画画『ワンス・アポン・ア・スタジオ -100年の思い出-』では、ウォルト・ディズニー・アニメーション・スタジオの他のキャラクターたちとともに集合写真に登場するカメオ出演を果たしている。
ベルウェザーは上海ディズニーランドのアトラクション『ズートピア:ホット・パースート』でも主要な敵役として再登場する。このアトラクションでは、彼女が刑務所を脱獄し、ズートピアデイ・フェスティバルでの最新のコンサート直前のガゼルを誘拐し、市民への復讐計画を進める。ジュディ、ニック、およびその仲間たちに追跡された末に、ベルウェザーは「ビッグドーナツ」のケータリングトラックの看板に引っかかり、再び敗北する。このシーンは、オリジナル映画でデューク・ウィージェルトンが巻き込まれたシーンを彷彿とさせる。
ベルウェザーはディズニーヴィランズフランチャイズでも繰り返し登場する。
また、モバイルゲーム『ディズニーヒーローズ：バトルモード』ではプレイヤーキャラクターとして登場する。

### ライオンハート市長
レオドール・ライオンハート（英: Leodore Lionheart）は、高潔だが尊大な性格を持つライオンで、ズートピアの元市長である。
ジュディがミスター・オッタートンの失踪事件を調査する中で、ライオンハートが失踪した捕食動物をすべて監禁していることを突き止める。これらの捕食動物は野生化しており、ライオンハートは市民が同じことが他の捕食動物や自分にも起こることを恐れるのを避けるために隠蔽しようとしていた。誘拐罪で告発されたライオンハートは関係者とともに逮捕されるが、彼はジュディに対して「自分が知らないもっと大きな何かが関与している」と警告する。ライオンハートの逮捕後、その部下であるベルウェザーが新市長に就任する。
ベルウェザーが陰謀の黒幕として暴かれ逮捕された後、ニュース報道では、収監中のライオンハートが陰謀について一切関与していないと否定し、「都市を守ろうとしていた」と主張する。彼は自らの罪を「正しい目的のために間違ったことをした」と正当化している。

### Mr.ビッグ
Mr.ビッグ（英: Mr. Big）はツンドラタウンに住むトガリネズミで、犯罪組織のボスを務めており、複数のホッキョクグマに仕えている。

#### 『ズートピア』での登場
ジュディとニックが彼の手下に捕らえられた際、Mr.ビッグは彼らが自身の敷地に侵入したとして凍らせるふりをするが、娘のフルフルに止められる。フルフルは、ジュディがリトル・ローデンシアで自分の命を救ったことを父に伝える。娘の命を救ってくれたことに感謝したMr.ビッグは、ジュディにミスター・オッタートンの失踪に関する情報をすべて伝える。その後、彼はジュディとニックを助けるため、デューク・ウィージェルトンを脅し、凍らせると迫りながら尋問する。
エンドクレジットでは、Mr.ビッグとフルフルがコスロフの腕に抱かれながらガゼルのコンサートを観ている姿が描かれている。

#### その他のメディアでの登場
『ズートピア+』では、「The Godfather of the Bride」というエピソードで主役を務める。このエピソードでは、彼がどのようにズートピアに来て、時間をかけて現在のような権力者になったかを語る。
2023年の短編映画『ワンス・アポン・ア・スタジオ -100年の思い出-』では、ウォルト・ディズニー・アニメーション・スタジオの他のキャラクターたちと集合写真に登場し、コスロフに抱えられている。また、エンドクレジットでは、娘のフルー・フルーとともに『ビアンカの大冒険』のバーナードとミス・ビアンカと話している姿が描かれている。
Mr.ビッグとコスロフは、ゲーム『ディズニーヒーローズ：バトルモード』において、2人1組のプレイアブルキャラクターとして登場する。

### フルー・フルー
フルー・フルー（英: Fru Fru）は北極トガリネズミで、ミスター・ビッグの娘である。

#### 『ズートピア』での登場
リトル・ローデンシアで暴走したドーナツ看板から救出されたことをきっかけに、フルー・フルーはジュディと友達になる。このおかげで、彼女は父親がジュディとニックを凍らせようとするのを止め、結婚式の日に他人を凍らせようとした父親を叱る。その後、自身の娘の名付け親としてジュディを指名し、娘の名前もジュディにちなんで付ける。
エンドクレジットでは、フルー・フルーとMr.ビッグがコスロフの腕に抱かれながらガゼルのコンサートを観ている姿が描かれている。

#### その他のメディアでの登場
『ズートピア+』では、「The Real Rodents of Little Rodentia」というエピソードの主役を務める。このエピソードでは、結婚式前に友人たちと行う活動や、いとこのトゥルートゥルとのライバル関係が描かれる。また、「The Godfather of the Bride」では、結婚式後の父親の乾杯の場面に登場する。
2023年の短編映画『ワンス・アポン・ア・スタジオ -100年の思い出-』では、ウォルト・ディズニー・アニメーション・スタジオの他のキャラクターたちと集合写真に登場する。また、エンドクレジットでは、父親のMr.ビッグとともに、『ビアンカの大冒険』のバーナードとミス・ビアンカと話している姿が描かれている。

### フラッシュ
フラッシュ・スロスモア（英: Flash）DMV（哺乳類車両局）の中で「最速」のナマケモノである。

#### 『ズートピア』での登場
ジュディとニックは、オッタートンが最後に目撃された車を見つけるためにフラッシュに助けを求める。しかし、彼の動きが非常に遅いため、最終的に夜になってしまう。それでもようやく彼の協力を得ることができる。映画の終盤では、ジュディとニックがスピード違反の車を追跡する場面で、その運転手がフラッシュであることが明らかになる。
エンドクレジットでは、フラッシュがパートナーのプリシラと一緒にガゼルのコンサートで踊っている姿が描かれている。

#### その他のメディアでの登場
『ズートピア+』では、「Dinner Rush」というエピソードで主要な役割を果たす。このエピソードでは、フラッシュがプリシラとのデートを行い、2匹のナマケモノの遅さにウェイトレスのサムが苛立つ様子が描かれる。エピソードの最後で、フラッシュはプリシラにプロポーズし、彼女がそれを受け入れる。また、ガゼルのコンサートにサムを連れて行くことを提案する（これが映画のエンドクレジットのシーンにつながる）。
フラッシュはゲーム『ズートピア事件簿：紛失ファイル』にサポートキャラクターとして登場し、また、『ディズニー マジックキングダムズ』やモバイルゲーム『ディズニーヒーローズ：バトルモード』にプレイアブルキャラクターとして登場する。
2023年の短編映画『ワンス・アポン・ア・スタジオ -100年の思い出-』では、エレベーターに向かうシーンでカメオ出演する。この際、彼の遅さにドナルドダックが怒る場面があり、最終的に他のキャラクターたちとともに集合写真に加わる。

### スチュー・ホップスとボニー・ホップス
スチュー・ホップスとボニー・ホップス（英: Stu and Bonnie Hopps）は、バニーバローに住むヨーロッパウサギで、ジュディ・ホップスの両親である。2人はニンジン農家として働いている。

#### 『ズートピア』での登場
ジュディが警察官になる決意をしたことに対し、2人は彼女の身を案じている。小さな動物であるジュディにとって、それは危険を伴う職業であるためである。ジュディが幼い頃には、農家のような安全な仕事を選ぶよう説得しようとしたが、成功しなかった。ジュディが成長し、ズートピアで警察官になるために旅立つ際には、駅で彼女に注意を促しつつ見送った。
ビデオ通話でジュディが駐車違反の取り締まりをしていると知り、比較的安全な仕事だと安心する。数日後、ジュディが農場に戻り、一緒に働くことになった際には喜んだが、彼女が突然再び出発したことで困惑する。
エンドクレジットでは、家族全員でガゼルのコンサートで踊っている姿が描かれている。

#### その他のメディアでの登場
『ズートピア+』では、「Hopp on Board」というエピソードの中心となる。このエピソードでは、最年少の娘モリーがズートピア行きの列車に乗っていることを発見した2人が、彼女を連れ戻すために列車を追いかける姿が描かれる。

### その他のキャラクター
括弧内には、原語版声優／日本語吹替版を記載する。
- メジャー・フリードキン（英: Major Friedkin）（フスキア／田村聖子）: ツンドラタウンのホッキョクグマで、ズートピア警察アカデミーの鬼教官。ジュディがアカデミーを通過できるとは疑っていたが、彼女が訓練を改善するごとに認めるようになる。
- ガゼル（英: Gazelle）（シャキーラ／Dream Ami）: トムソンガゼルで、有名なポップスター[13]。ズートピアへの新規移住者を歓迎する録画放送に登場し、捕食動物と草食動物間の偏見について語る。エンドクレジットではコンサートを開催し、『ズートピア+』のエピソード「So You Think You Can Prance」では、同名のタレントショーの審査員として登場する。また、上海ディズニーランドのアトラクション『ズートピア:ホット・パースート』では、最新のコンサートの前にベルウェザーに誘拐される[14][15]。
- ダーマ・アルマジロ（英: Dharma Armadillo）（ジョシー・トリニダード（英語版）／込山順子）: ココノオビアルマジロで、グランドパンゴリンアパートの大家。ジュディにズートピア移住時の鍵を渡す[16]。
- バッキーとプロンク・オリックス=アンテラーソン（英: Bucky and Pronk Oryx-Antelerson）（バイロン・ハワード、ジャレド・ブッシュ（英語版）／白熊寛嗣、河合みのる）: バッキーはクーズー、プロンクはオリックス。ジュディの隣人だが、彼女に対して不親切で自分たちが騒がしいことを認めている。『ズートピア+』では、「Dinner Rush」でレストラン内で口論する場面が描かれる。公開後、彼らが同性の既婚カップルであることがブッシュにより明かされた[17]。
- ズートピア警察署第1分署の警官たち: サバンナセントラルに位置し、ボゴ署長が指揮する分署。映画と『ズートピア：ザ・エッセンシャルガイド』で多くの警官の名前が明らかにされている。
  - マクホーン（英: Officer McHorn）（マーク・ライノ・スミス（英語版）／遠藤純一）: クロサイの警官。ジュディが警察署に加わった際、隣の席に座るも冷たくあしらう。サハラスクエアで失踪した哺乳類を捜索する任務に、リノウィッツとウルフォードとともに割り当てられる。後にデューク・ウィージェルトンの追跡中にリトル・ローデンシアでジュディを止めようとする[18]。
  - アンダーソン（英: Officer Anderson）: ホッキョクグマの警官。
  - デルガト（英: Officer Delgato）: ライオンの警官。グリゾリとファングメイヤーとともに、熱帯雨林地区やツンドラタウンでの任務に従事。
  - ファングメイヤー（英: Officer Fangmeyer）: トラの警官。デルガトと同様の任務に割り当てられる。
  - グリゾリ（英: Officer Grizzoli）: ホッキョクグマの警官。デルガトやファングメイヤーとともに捜索任務にあたる。
  - ヒギンズ（英: Officer Higgins）（レイモンド・S・パーシ（英語版））: カバの警官。ボゴ署長の到着を知らせる役割を果たし、失踪した哺乳類の捜索や潜入捜査を行う[19]。
  - ジャクソン（英: Officer Jackson）: トラの警官。
  - ボブ・ジョンソン（英: Officer Bob Johnson）: ライオンの警官。
  - クランパンスキー（英: Officer Krumpanski）: クロサイの警官。ボゴ署長と共に熱帯雨林地区で任務を行う。
  - フランシーヌ・ペニントン（英: Officer Francine Pennington）: アフリカゾウの警官。ボゴから「部屋の象」と冗談を言われる場面がある。ツンドラタウンでの捜索任務にも参加。
  - スナルロフ（英: Officer Snarlov）: ホッキョクグマの警官。ツンドラタウンでの捜索や潜入任務を担当。
  - ウルフォード（英: Officer Wolford）: オオカミの警官。サハラスクエアでの捜索や潜入任務に参加。
- フィニック（英: Finnick）（タイニー・リスター・Jr.／白熊寛嗣）: フェネックギツネで、ニックの犯罪仲間として登場する[20]。『ズートピア+』では「Hopp on Board」に短い出演をし、ニックと一緒にアイスキャンディーを作る場面が描かれている。また、レースゲーム『ズートピア：レーシングカーニバル（英語版）』やモバイルゲーム『ディズニーヒーローズ：バトルモード（英語版）』にプレイヤーキャラクターとして登場している[21][22]。
- ジェリー・ジャンボーJr.（英: Jerry Jumbeaux Jr.）（ジョン・ディマジオ／遠藤純一）: 気難しい性格のアフリカゾウで、ジャンボー・カフェというアイスクリーム店を経営している。この店はゾウや他の大型哺乳類がよく訪れる[20]。ニックとフィニック（子どものふりをしていた）がジャンボポップを注文した際、一度は拒否したが、ジュディ・ホップスが店員の一部がトランクグローブをつけていないと衛生規則違反を指摘したことで、しぶしぶ提供した。
- フランティック・ピッグ（英: Frantic Pig）（ジョシュア・ダラス）: 名前のないブタで、花屋「フローラ・アンド・ファウナ」のオーナー。デューク・ウィージェルトンに店を荒らされた後、ジュディに助けを求める。その後、ガゼルの平和集会で抗議者として登場し、雌ヒョウと口論する場面が描かれる[23]。
- デューク・ウィーゼルトン（英: Duke Weaselton）（アラン・テュディック／多田野曜平）: 小規模なコエゾイタチの犯罪者で、ブートレグDVDの販売で知られている[20]。ジュディはデュークが花屋を荒らした後に彼を逮捕する。釈放後、デュークはブートレグDVD（『塔の上のラプンツェル』『シュガー・ラッシュ』『ベイマックス』、公開予定だった『モアナと伝説の海』『アナと雪の女王2』、未制作の『ジャイガンティック』などの劇中版）を販売していたが[24]、ジュディとニックが「夜の遠吠え」を誰に売ったかを尋ねた際、Mr.ビッグに脅され、ダグのもとを指し示す。『ズートピア+』では「Duke the Musical」というエピソードで主役を務め、ジュディに逮捕された後にミュージカルを通じて自身の人生を見つめ直す姿が描かれる。彼の名前は『アナと雪の女王』に登場する「ウェーゼルトン公爵」（声もアラン・テュディック／多田野曜平）のパロディとなっている。
- オッタートン夫人（英: Mrs. Otterton）（オクタヴィア・スペンサー／根本圭子）: カナダカワウソで、行方不明になった夫エミットを心配している[20]。エミットが発見された後、ジュディに感謝の意を伝える。エンドクレジットでは、オッタートン夫妻がガゼルのコンサートで踊る姿が描かれている。
- エミット・オッタートン（英: Emmitt Otterton）: オッタートン夫人の夫で、ズートピア内で他の捕食動物とともに謎の失踪を遂げていた。後に「夜の遠吠え」の影響を受けていたことが判明する。ベルウェザーとその関係者が裁かれた後、エミットと他の被害者たちは治療される。エンドクレジットでは、夫妻がガゼルのコンサートで踊る姿が描かれている。彼の名前は『Emmet Otter's Jug-Band Christmas（英語版）』の主人公に由来している。
- ヤックス（英: Yax）（トミー・チョン（英語版）、ジョン・ラヴェル（英語版）（『ズートピア+』／丸山壮史）: サハラスクエアにあるナチュリストクラブ「ミスティック・スプリングス・オアシス」のオーナーで、のんびりとした性格の家畜化されたヤク[20]。『ズートピア+』では「Hopp on Board」というエピソードに登場し、屋外でヨガクラスを教える姿が描かれている。また、モバイルゲーム『ディズニーヒーローズ：バトルモード（英語版）』にプレイヤーキャラクターとして登場する[22]。
- ナンギ（英: Nangi）（ギータ・レディ／込山順子）: インドゾウで、「ミスティック・スプリングス・オアシス」でヨガインストラクターとして働いている[25]。
- プリシラ（英: Priscilla）（クリステン・ベル／近藤唯）: ナマケモノで、フラッシュの同僚として免許センターで働いている[26]。エンドクレジットでは、プリシラとフラッシュがガゼルのコンサートで踊る姿が描かれている。『ズートピア+』では「Dinner Rush」というエピソードに登場し、フラッシュとのデート中、2匹のナマケモノの遅さにウェイトレスのサムが苛立つ場面が描かれる。エピソードの最後で、フラッシュがプリシラにプロポーズし、彼女がそれを受け入れる。
- コスロフ（英: Koslov）: ホッキョクグマで、Mr.ビッグのボディーガードであり、最も信頼される部下でもある。Mr.ビッグの移動手段も兼ねており、彼の手下で最も体が大きい。エンドクレジットでは、Mr.ビッグとフルー・フルーを腕に抱えてガゼルのコンサートを見ている姿が描かれている。『ズートピア+』のエピソード「The Godfather of the Bride」では、Mr.ビッグがコスロフとの幼少期からの友情について語る場面がある。2023年の短編映画『ワンス・アポン・ア・スタジオ -100年の思い出-』では、ウォルト・ディズニー・アニメーション・スタジオのキャラクターたちとの集合写真に登場するカメオ出演を果たしている[27]。また、『ディズニーヒーローズ：バトルモード（英語版）』ではMr.ビッグとともにプレイヤーキャラクターとして登場する[22]。
- グラムママ（英: Gram-mama）: トガリネズミで、Mr.ビッグの故祖母にあたる。映画では名前だけが言及されており、Mr.ビッグのオフィスに彼女の写真が飾られている。Mr.ビッグは、彼女が亡くなった際、ニックが売ったスカンクのラグと一緒に埋葬したと語っている。『ズートピア+』のエピソード「The Godfather of the Bride」では、Mr.ビッグがグラムママとともに旧国からズートピアに移住し、「グランママズ・ベーカリー」を開業した過去を語る。
- レナート・マンチャス（英: Renato Manchas）（ジェシー・コーティ（英語版）／河本邦弘）: ブラックジャガーで、ズートピア最大のリムジン会社の運転手であり、Mr.ビッグの専属運転手でもある[20]。ジュディとニックは、エミット・オッタートンの失踪について聞くために熱帯雨林地区にある彼の家を訪れる。
- ラリー（英: Larry）（リッチ・ムーア）: クリフサイド精神病院で働くオオカミの警備員[28]。
- ファビエンヌ・グローリー（英: Fabienne Growley）（ファビエンヌ・ロウリー）、ピーター・ムースブリッジ（英: Peter Moosebridge）（ピーター・マンスブリッジ）: ズートピア・ニュース・ネットワーク（ZNN）のキャスターで、それぞれユキヒョウとヘラジカ。「夜の遠吠え」による事件を報道する[29]。
  - 国際版では、ピーター・ムースブリッジのキャラクターが地域ごとに異なる動物に置き換えられている。オーストラリア版ではコアラのデイヴィッド・コアラベア（英: David Koalabear）（デイヴィッド・キャンベル）[30]、ブラジル版ではジャガーのオンサルド・ボイ・チャ（英: Onçardo Boi Chá）（リカルド・ボエチャ（英語版））[31]、日本版ではタヌキのマイケル・狸山（芋洗坂係長）、中国版では名前のないジャイアントパンダがそれぞれ登場する[32]。
- ドクター・マッジ・ハニー・バジャー（英: Doctor Madge Honey Badger）（ケイティ・ロウズ／槇原千夏）: ラーテルの科学者で、ライオンハート市長と共に動物たちが野生化する原因を調査する役割を担う[20]。しかし、ジュディとニックの活躍により、彼女を含むライオンハートや関係者たちは逮捕される。
- ダグ・ラムセス（英: Doug Ramses）（リッチ・ムーア／岩城泰司）: 感情を表に出さないヒツジの化学者で、ベルウェザーの部下として働くスナイパー[26]。
- ウールター（英: Woolter）、ジェシー（英: Jesse）（両方ともジョン・ディマジオ）: ダグの同僚であるタフなヒツジたち[33]。

### バニーバロウのその他の住人
- ギデオン・グレイ（英: Gideon Grey）（フィル・ジョンストン（英語版）／武田幸史）: バニーバロウ出身のアカギツネで、幼少期にはウサギやヒツジをいじめていた。大人になってからは、いじめていた相手と和解し、尊敬されるパン職人となる。『ズートピア+』では「Hopp on Board」にカメオ出演しており、ホップス一家が列車を追いかけるシーンでバンを運転している姿が描かれる。
- トラヴィス（英: Travis）（バイロン・ハワード）: クロアシイタチで、ギデオンの幼なじみ。幼少期にはギデオンと共に他の子どもたちをいじめていた[34]。
- ジュディの兄弟姉妹（英: Judy's siblings）: アナウサギで、ジュディの兄弟姉妹であり、スチューとボニーの子どもたち。ジュディが幼い頃、ボニーは彼女に275人の兄弟姉妹がいると述べており、ジュディが成長するにつれてさらに多くの年下の兄弟姉妹が生まれたことがわかる。『ズートピア+』のエピソード「Hopp on Board」では、その中の2人がモリーとティミーであることが判明し、スチューがアリー、アビー、アニー、エイミー、アンディ、アーノルド、アシュリー、アーチボルドの名前を挙げる場面がある。また、ボニーはアギーという名前の兄弟姉妹についても言及している。
- オットー・ポップポップ・ホップス（ジョン・ラヴェル（英語版））: アナウサギで、ジュディの祖父、ボニーの父、スチューの義父にあたる。ジュディを見送るために家族が駅に集まるシーンで短く登場する。その後、彼は101歳で亡くなり、ジュディが農場に戻った際に新聞のお悔やみ欄に記載されている。『ズートピア+』のエピソード「Hopp on Board」では、ボニーが彼に子どもたちの世話を頼み、スチューとともにモリーを追いかける場面が描かれている。

## 『ズートピア事件簿：紛失ファイル』で登場したキャラクター
- ハリエット（英: Hurriet）: ミユビナマケモノで、ズートピア警察署の法科学分析官。ゲーム内で、ジュディとニックが捜査中に発見した手がかりを分析してサポートする役割を果たしている。
- オーツ刑事（英: Detective Oates）: ウマで、ズートピア警察署の刑事。ゲーム内でジュディとニックの事件解決を補助する。

## 『ズートピア+』で登場したキャラクター
- モリー・ホップス（英: Molly Hopps）（ケイティ・ロウズ）: アナウサギで、ジュディの妹であり、ホップス家の最年少の子ども。エピソード「Hopp on Board」で重要な役割を果たし、ジュディの乗るズートピア行きの列車に乗り込む。これにより両親が彼女を家に連れ戻すために列車を追いかける展開となる。
- ティミー・ホップス（英: Timmy Hopps）: アナウサギで、ジュディの多くいる兄弟の一人。「Hopp on Board」に登場し、スチューがポップポップに「噛みつくから気をつけて」と警告する場面が描かれる。その直後、ティミーが祖父の腕に噛みつく姿が見られる。
- ブリアンカ（英: Brianca）（ケイティ・ロウズ）: ネズミで、フルー・フルーの友人の一人。エピソード「The Real Rodents of Little Rodentia」に登場し、フルフルの結婚式でのメイド・オブ・オナーの候補者となる。これまでに23回結婚したことがあると語る。
- クリスティーン（英: Christine）（ポーシャ・ウィリアムズ（英語版））: トガリネズミで、フルー・フルーの友人の一人。「The Real Rodents of Little Rodentia」に登場し、フルー・フルーの結婚式でのメイド・オブ・オナーの候補者となる。常に手に飲み物を持っているのが特徴。
- カリスマ（英: Charisma）（クリスタル・カン・ミンコフ）: トガリネズミで、フルー・フルーの友人の一人。「The Real Rodents of Little Rodentia」に登場し、フルー・フルーの結婚式でのメイド・オブ・オナーの候補者となる。常にスマートフォンで何かをタイプしている姿が描かれている。
- マンディ（英: Mandy）（ケイティ・ロウズ）: ネズミで、フルー・フルーの友人の一人。「The Real Rodents of Little Rodentia」に登場し、フルー・フルーの結婚式でのメイド・オブ・オナーの候補者となる。風変わりな外見をしており、直前に刑務所から出所したことが言及されている。
- トゥルー・トゥルー（英: Tru Tru）（ミシェル・ブトー（英語版））: トガリネズミで、フルー・フルーのいとこ。「The Real Rodents of Little Rodentia」に登場し、フルー・フルーとのライバル関係が描かれる。
- ライノボス（英: Rhino Boss）（イマリ・ウィリアムズ）: 名前のないクロサイで、「The Godfather of the Bride」の回想シーンに登場する。Mr.ビッグの幼少期、彼の住む地域で混乱を引き起こしていた犯罪ボスで、Mr.ビッグとその友人たちの助けで凍らされ、最終的に阻止される。
- サム（英: Sam）（シャーロット・ニクダオ（英語版））: カナダカワウソで、「Dinner Rush」の中心となるキャラクター。レストランのウェイトレスで、シフトを終えてガゼルのコンサートに行くことを楽しみにしている。しかし、フラッシュとプリシラがレストランに到着すると、ナマケモノの遅さが彼女の計画の障害となる。
- ジェラルド（英: Gerald）（ジョン・ラヴェル（英語版））: レストランで働くブタの料理人。「Dinner Rush」に登場し、注文を待つ客のためにサムに料理を急ぐようせき立てる。

## 『ズートピア2』で登場したキャラクター
- ゲイリー（英: Gary）（キー・ホイ・クァン）: ヘビで、ジュディとニックに追われるキャラクター[35]。
- ニブルス（英: Nibbles）（フォーチュン・フィームスター（英語版））: ビーバーで、マーシュマーケットに住んでいる住人[36][37]。